# Apteronotus apurensis
Apteronotus apurensis és una espècie de peix pertanyent a la família dels apteronòtids.

## Descripció
- Pot arribar a fer 30,8 cm de llargària màxima.[5][6]

## Hàbitat
És un peix d'aigua dolça, bentopelàgic i de clima tropical.

## Distribució geogràfica
Es troba a Sud-amèrica: conca del riu Apure a Veneçuela.

## Observacions
És inofensiu per als humans.